# 박창석 (경기도의원)
박창석(朴昌錫, 1957년 1월 23일, 경기도 가평군 ~ )은 대한민국의 제7·8대 경기도의원이다.

## 학력
- 청평공립국민학교 졸업
- 청평중학교 졸업
- 가평고등학교 졸업
- 한경국립대학교 토목공학과 학사 졸업
- 강원대학교 정보과학행정대학원 행정학과 행정학 석사 졸업

## 경력
- 청평중학교 운영위원장
- 경기북부범죄피해자 지원센터 가평지역 이사
- 청평면 체육진흥회 위원
- 경기도 보육정보센터 운영위원
- 가평군 발전위원회 위원
- 2007.04 ~ 2010.06 제7대 경기도의회 의원
- 2007.04 ~ 2008.07 제7대 경기도의회 전반기 보건사회여성위원회 위원
- 2008.07 ~ 2010.06 제7대 경기도의회 후반기 건설교통위원회 위원
- 2008.07 ~ 2010.06 제7대 경기도의회 후반기 예산결산특별위원회 위원
- 2010.07 ~ 2013.03 제8대 경기도의회 의원
- 2010.07 ~ 2012.07 제8대 경기도의회 전반기 농림수산위원회 위원
- 2012.07 ~ 2013.03 제8대 경기도의회 후반기 농림수산위원회 위원장

## 수상
- 2011 의정대상 광역의원부문

## 역대 선거 결과
|  | 51.39% |

|  | 58.74% |

|  | 30.18% |

|  | 45.74% |